# طوطی میترایی
طوطی میترایی (نام علمی: Psittacara mitratus) که در پرورش پرندگان به عنوان کانور میترایی نیز شناخته می‌شود، گونه‌ای از طوطی سبز و قرمز از خانواده طوطیان است. بومی جنگل‌ها و درختزارهای آند از شمال مرکزی پرو، از جنوب تا بولیوی تا شمال غربی آرژانتین است، با جمعیت‌های معرفی‌شده در کالیفرنیا، فلوریدا و هاوایی است. ممکن است یک مجموعه گونه‌ای پنهان را تشکیل دهد.

## نگارخانه

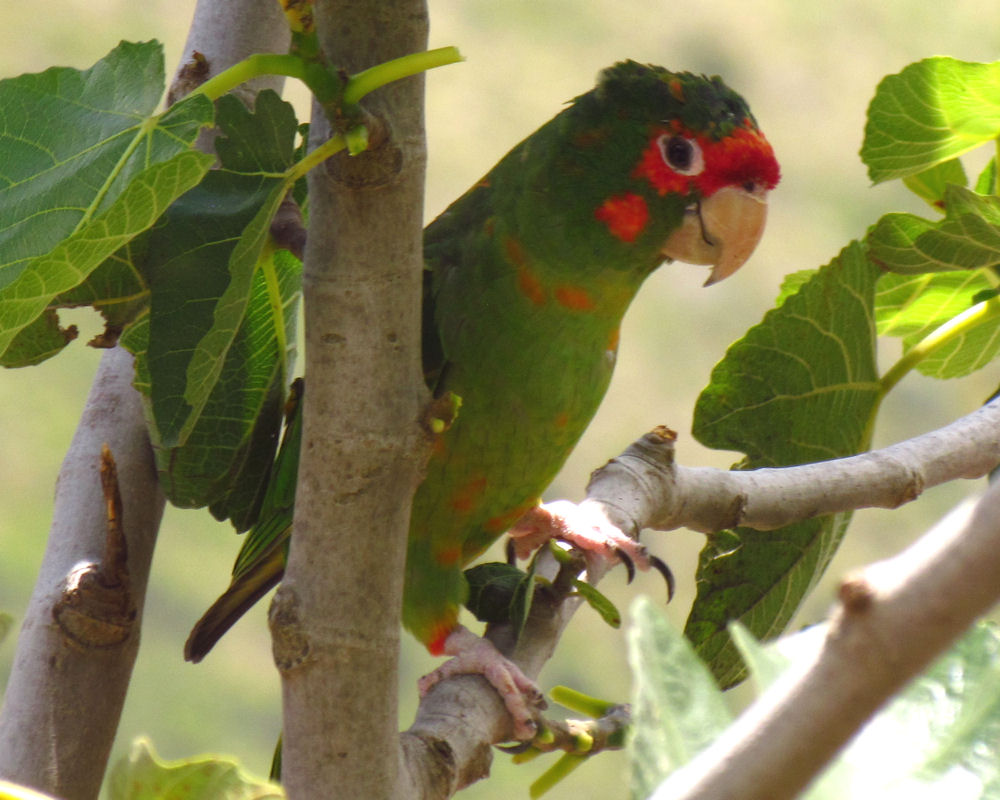
مسیر اینکا، پرو